# Modelado numérico
El modelado numérico (a veces llamado modelización numérica) es una técnica basada en el cálculo numérico, utilizada en muchos campos de estudio (ingeniería, ciencia, etc.) desde los años 60 para validar o refutar modelos conceptuales propuestos a partir de observaciones o derivados de teorías anteriores. Si el cálculo de las ecuaciones que representan el modelo propuesto es capaz de ajustar las observaciones, entonces se habla de un modelo consistente con las mismas, y se dice también que el modelo numérico que confirma las hipótesis (el modelo); si el cálculo no permite en ningún caso reproducir las observaciones, se habla de un modelo inconsistente con los datos y que refuta el modelo conceptual.
A menudo, este término se utiliza como sinónimo de simulación numérica.

## Origen
Los modelos científicos de la realidad se crean mediante modelado matemático. Un modelo matemático determina el conjunto de ecuaciones que gobiernan el sistema que se estudia y del cual se tienen observaciones metódicas. Tradicionalmente se intentaban encontrar soluciones analíticas a esas ecuaciones para validarlas (reproducir las observaciones) y para posibilitar su uso (p.e., predicción del comportamiento del sistema partiendo de un conjunto de parámetros y condiciones iniciales). Los modelos numéricos resultaron de utilizar los ordenadores con el mismo propósito: resolver las ecuaciones de un modelo matemático no de forma analítica sino numérica.
Un modelo conceptual o científico se forma al atribuir un conjunto de observaciones con una serie de hipótesis y aproximaciones. La validación se produce cuando el modelo numérico basado en esas hipótesis y aproximaciones es capaz de reproducir el conjunto de observaciones considerado.

## Procedimiento
El proceso de modelado numérico suele incluir los siguientes pasos:
1. Escoger el conjunto de observaciones del que el modelo deberá dar cuenta.
2. Definir el modelo conceptual (simplificaciones, aproximaciones, hipótesis) que se pretende validar o refutar.
3. Encontrar un modelo físico-matemático, un conjunto de ecuaciones que represente al modelo conceptual.
4. Encontrar un método de resolución numérica de dichas ecuaciones. Con frecuencia el término 'modelado numérico' se usa para este paso.
5. Encontrar las condiciones (la región del espacio de parámetros del modelo) en las cuales la resolución del modelo matemático es capaz de explicar las observaciones.
6. Interpretar los resultados.